# Reductio ad Stalinum

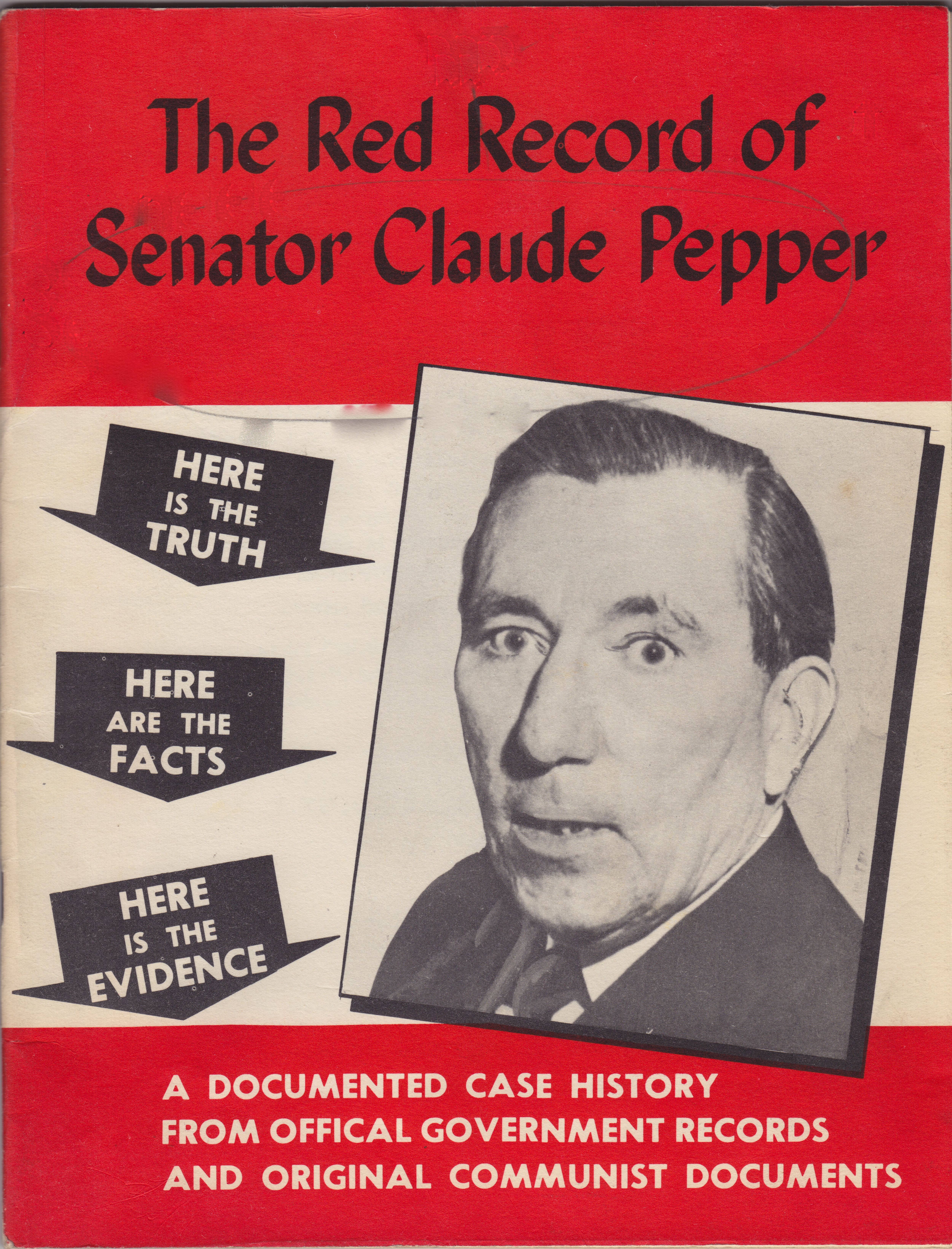
Panfleto político propagandístico del senador George Smathers contra su oponente Claude Pepper, acusándolo de comunista.

Reductio ad Stalinum (Reducción a Stalin), a veces ad Leninum, ad Maum o ad Castrum, es una falacia lógica informal que tiene la intención de desacreditar la validez de argumento lógico de un oponente acusándolo de ser anarquista, comunista, marxista, socialista, estalinista o simpatizante de estas ideologías. Es similar a la falacia reductio ad Hitlerum, pero orientada hacia la izquierda política. Ambas falacias son ad hominem, ya que invalidan las opiniones del oponente comparándolas con la de Stalin o cualquier otro líder comunista. La falacia sigue esta forma: «Stalin apoyaba X; por lo tanto, X debe ser malo».

## Ejemplos históricos
En los Estados Unidos, el término es referido como red-baiting (traducido como «acoso al rojo») y data al menos del año 1927. En 1928, la lista negra de Daughters of the American Revolution se caracterizó como una «reliquia del acoso rojo». Un término comúnmente referido como red-baiting en la historia de los Estados Unidos se asocia con mayor frecuencia al macartismo, que se originó en los dos periodos históricos del Temor rojo de la década de 1920 y 1950.
En el siglo XXI, el red-baiting no tiene el mismo efecto que antes debido a la caída del socialismo de estilo soviético, pero algunos expertos han argumentado que los acontecimientos notables en la política estadounidense actual indican un resurgimiento del red-baiting de la década de 1950. La palabra rojo en el término red baiting se refiere a la bandera roja como un símbolo del comunismo, el socialismo (incluido el socialismo democrático), el marxismo y la política de izquierda en general (incluido el anarquismo, aunque su bandera es negra). La palabra baiting se refiere a persecución, tormento o acoso como en hostigamiento de perros (dog-baiting).